# Естонија на Светском првенству у атлетици на отвореном 2022.
Естонија је на 18. Светском првенству у атлетици на отвореном 2022. одржаном у Јуџину  од 15. до 25. јула учествовала петнаести пут, односно учествовала је под данашњим именом на свим првенствима од 1993. до данас. Репрезентацију Естоније представљало је 5 атлетичара (4 мушкарца и 1 жена) који су се такмичили у 3 дисциплине (2 мушке и 1 женска). ,
На овом првенству такмичари Естоније нису освојили ниједну медаљу.
У табели успешности према броју и пласману такмичара који су учествовали у финалним такмичењима (првих 8 такмичара) Естонија је са 3 учесника у финалу делила 54. место са освојених 5 бодова.
| Плас. | Земља    | 1. место | 2. место | 3. место | 4. место | 5. место | 6. место | 7. место | 8. место | Бр. финал. | Бод. |
| ----- | -------- | -------- | -------- | -------- | -------- | -------- | -------- | -------- | -------- | ---------- | ---- |
| =54.  | Естонија | 0        | 0        | 0        | 0        | 0        | 0        | 2        | 1        | 3          | 5    |

## Учесници
Мушкарци:
| - Расмус Меги — 400 м препоне - Мајкел Уибо — Десетобој - Јоханес Ерм — Десетобој - Janek Õiglane — Десетобој | Жене: - Кармен Брус — Скок увис |

## Резултати

### Мушкарци
| Атлетичар   | Дисциплина    | Лични рекорд | Класификације | Класификације | Полуфинале | Полуфинале | Финале   | Финале      | Детаљи |
| Атлетичар   | Дисциплина    | Лични рекорд | Резултат      | Место         | Резултат   | Место      | Резултат | Место       | Детаљи |
| ----------- | ------------- | ------------ | ------------- | ------------- | ---------- | ---------- | -------- | ----------- | ------ |
| Расмус Меги | 400 м препоне | 47,82 НР     | 48,78 КВ      | 1. у гр. 4    | 48,40 кв   | 3. у гр. 2 | 48,92    | 8 / 35 (37) |        |

#### Десетобој
| Атлетичар     | Дисциплина | 100 м     | Даљ      | Кугла    | Вис      | 400 м     | 110 м пр. | Диск  | Мотка | Копље | 1.500 м    | Укупно    | Пласман     | Белешка |
| ------------- | ---------- | --------- | -------- | -------- | -------- | --------- | --------- | ----- | ----- | ----- | ---------- | --------- | ----------- | ------- |
| Мајкел Уибо   | Резултат   | 11,14 ЛРС | 7,32     | 15,17 ЛР | 2,11     | 50,38 ЛРС | 14,49 ЛРС | 46,52 | 5,30  | 63,54 | 4:37,58    | 8.425 ЛРС | 7 / 18 (23) |         |
| Мајкел Уибо   | Бодови     | 830       | 891      | 800      | 906      | 797       | 912       | 798   | 1.004 | 791   | 696        | 8.425 ЛРС | 7 / 18 (23) |         |
| Јоханес Ерм   | Резултат   | 10,94     | 7,37 ЛРС | 15,01 ЛР | 1,93     | 47,02 ЛР  | 14,38 ЛРС | 44,18 | 4,70  | 56,87 | 4:25,08 ЛР | 8.227     | 9 / 18 (23) |         |
| Јоханес Ерм   | Бодови     | 874       | 903      | 790      | 740      | 957       | 926       | 750   | 819   | 691   | 777        | 8.227     | 9 / 18 (23) |         |
| Janek Õiglane | Резултат   | 11,12     | 7,26 ЛРС | 14,83    | 2,05 =ЛР | 49,16 ЛРС | 14,69     | 30,49 | НС    |       |            |           | НЗ          |         |
| Janek Õiglane | Бодови     | 834       | 876      | 779      | 850      | 854       | 887       | 474   |       |       |            |           | НЗ          |         |

### Жене
| Атлетичарка | Дисциплина | Лични рекорд | Квалификације | Квалификације | Полуфинале | Полуфинале | Финале       | Финале      | Детаљи |
| Атлетичарка | Дисциплина | Лични рекорд | Резултат      | Место         | Резултат   | Место      | Резултат     | Место       | Детаљи |
| ----------- | ---------- | ------------ | ------------- | ------------- | ---------- | ---------- | ------------ | ----------- | ------ |
| Кармен Брус | Скок увис  | 1,91         | 1,93 кв, ЛР   | 3. гр. Б      |            |            | 1,96 =НР, ЛР | 7 / 29 (30) |        |